# Эла Дарлинг
Эла Дарлинг (англ. Ela Darling, настоящее имя Ребекка Гейл Крзнарыч (Rebecca Gail Krznarich), р. 23 июля 1986 года, Сан-Хосе, Калифорния, США) — американская порноактриса и соучредитель компании виртуальной реальности VRTube.xxx

. Согласно New York Times, Дарлинг впервые использовала технологию виртуальной реальности для записи эротического сценария в 2014 году
. Лауреатка премии XBIZ Award.

## Биография
Родилась в июле 1986 года в калифорнийском городе Сан-Хосе, расположенном в округе Санта-Клара. Имеет немецкие, хорватские и датские корни. В очень раннем возрасте переехала в Дентон (штат Техас), где получала образование. Позже училась в Техасском университете в Далласе по специальности судебная психология. Также получила степень магистра в области библиотечных наук в Университете штата Иллинойс.
Первая работа Элы — официантка в сети ресторанов Waffle House. В 22 года начала сниматься в любительских видеороликах в стиле софткор, фетиш и БДСМ. В 2009 году, в возрасте 23 лет, начинает сниматься в фильмах для взрослых профессионально.
Как порноактриса, была отмечена за её выступления в фильмах на лесбийскую тематику, снятых для студий Evil Angel, Girlfriends Films, Adam & Eve, Filly Films, Sweetheart Video, Kick Ass, Digital Sin и Zero Tolerance.
Сценическое имя получено из соединения элементов литературного мира: Эла, вариация имени писательницы Зельды Фицджеральд и Дарлинг, персонажи Венди Дарлинг, Питера Пэна и Джессики Дарлинг, персонажей романов Меган МакКаферти.
Увлечена новыми технологиями и виртуальной реальностью. Утверждает, что они могут быть использованы в дальнейшем при разработке новых граней в мире порно и ввести в отрасль динамический 3-D фильм.
В 2016 году была номинирована на XBIZ Awards в категории лесбийская актриса года.
Снялась более чем в 100 фильмах.
Некоторые фильмы: Babes In Toyland, Deep Kissing Lesbians 2 — Passionate Farewell, Ela and Draven, Lesbian Bush Worship, Lesbian Stepmother, Live Nerd Girls, Missogyny 2, The Muse, Therapy.
Была докладчиком на нескольких конференциях, посвященных виртуальной реальности
. Также была одним из лиц, профилированных в книге Аллана Амато 2016 года Slip: Naked in Your Own Words
.
На фестивале 2016 South by Southwest The Guardian процитировал Дарлинг, утверждая, что патентообладатели препятствуют производству теледильдонной технологии. В октябре 2017 года комментарии Дарлинг о том, как секс-роботы повлияют на эротическую киноиндустрию, были широко процитированы.
В 2018 году выиграла премию XBIZ в номинации «Кроссовер звезда года».

## Премии и номинации

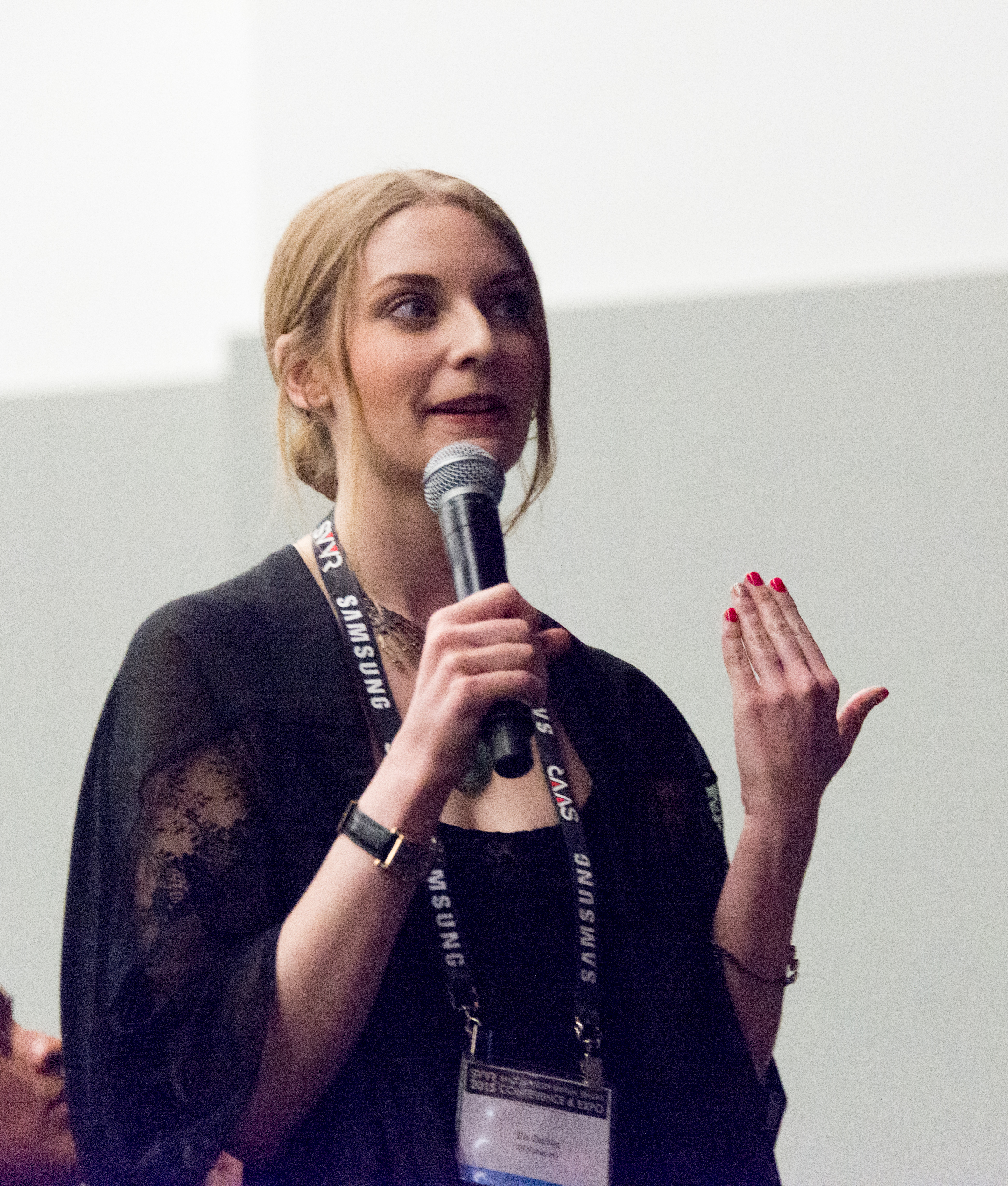
Эла Дарлинг берёт слово на конференции виртуальной реальности

| Год  | Церемония                   | Результат | Номинация                                          | Работа                                                |
| ---- | --------------------------- | --------- | -------------------------------------------------- | ----------------------------------------------------- |
| 2015 | AVN Awards                  | Номинация | Приз зрительских симпатий: самая необычная актриса | н/д                                                   |
| 2016 | Spank Bank Awards           | Номинация | Born To Hand Job                                   | н/д                                                   |
| 2016 | Spank Bank Awards           | Номинация | Fucking Nerd of the Year                           | н/д                                                   |
| 2016 | Spank Bank Awards           | Номинация | Pussy Eating Princess of the Year                  | н/д                                                   |
| 2016 | Spank Bank Awards           | Номинация | Мастурбатор года                                   | н/д                                                   |
| 2016 | Spank Bank Technical Awards | Победа    | The Slut of Slytherin                              | н/д                                                   |
| 2016 | Spank Bank Technical Awards | Победа    | Virtual Reality Vixen                              | н/д                                                   |
| 2016 | XBIZ Award                  | Номинация | Лесбийская актриса года                            | н/д                                                   |
| 2017 | XBIZ Award                  | Номинация | Кроссовер-звезда года                              | н/д                                                   |
| 2017 | XBIZ Award                  | Номинация | Лучшая сексуальная сцена в пародийном фильме       | Ten Inch Mutant Ninja Turtles and Other Porn Parodies |
| 2017 | Spank Bank Awards Technical | Победа    | VR звезда года                                     | н/д                                                   |
| 2018 | XBIZ Award                  | Победа    | Кроссовер-звезда года                              | н/д                                                   |